# Harjamekar
Harjamekar is een bestuurslaag in het regentschap Bekasi van de provincie West-Java, Indonesië. Harjamekar telt 15.755 inwoners (volkstelling 2010).